# قاضی ماساررات حسین
قاضی ماساررات حسین (انگلیسی: Qazi Massarrat Hussain; ۱۶ مارس ۱۹۳۵ – ۲۶ اوت ۲۰۲۱) ورزشکار هاکی روی چمن اهل پاکستان بود.